# Anders Peter Westerberg
Anders Peter Westerberg ( i riksdagen kallad Westerberg i Falköping), född 30 november 1828 i Hjo stadsförsamling, Skaraborgs län, död 13 juni 1909 i Falköpings stadsförsamling, Skaraborgs län, var en svensk läkare och riksdagsman.
Westerberg var fördelningsläkare i Fältläkarkårens reserv. I riksdagen var han ledamot av andra kammaren.